# اختراع
اختراع، یک وسیله، روش، ترکیب، ایده یا فرآیند منحصربه‌فرد یا تازه است. یک اختراع ممکن است بهبودی در یک ماشین، محصول یا فرآیند برای افزایش کارایی یا کاهش هزینه باشد. همچنین ممکن است یک مفهوم کاملاً جدید باشد. اگر ایده‌ای به اندازه کافی منحصربه‌فرد باشد، چه به‌عنوان یک اختراع مستقل و چه به‌عنوان یک پیشرفت چشمگیر نسبت به کار دیگران، می‌تواند ثبت اختراع شود. در صورت اعطای حق ثبت اختراع، به مخترع در یک دوره زمانی خاص، حق مالکیت اختراع داده می‌شود که می‌توان آن را برای سود مالی مجوز داد.
یک مخترع، اختراعی را خلق یا کشف می‌کند. واژه فرانسه و انگلیسی مخترع از فعل لاتین invenire به‌معنای «اختراع کردن» یا «یافتن» گرفته شده‌است. اگرچه اختراع ارتباط نزدیکی با علم و مهندسی دارد، اما مخترعان لزوماً مهندس یا دانشمند نیستند. فرآیند ایده‌پردازی ممکن است با کاربردهای الگوریتم‌ها و روش‌هایی از حوزه‌ای که به‌طور کلی به‌عنوان هوش مصنوعی شناخته می‌شود، تقویت شود.
برخی از اختراعات می‌توانند ثبت اختراع شوند. نظام ثبت اختراعات برای تشویق مخترعان با اعطای انحصار محدود و با مدت زمان محدود بر اختراعاتی که به اندازه کافی جدید، غیربدیهی و مفید هستند یا کاربرد صنعتی دارند، ایجاد شده‌است. ثبت اختراع، قضایی است، به این معنی که یک ثبت اختراع تنها به صاحب ثبت اختراع در حوزه قضایی (کشور یا کشورهایی) که در آن ثبت اختراع انجام شده است، حقوق می‌دهد. ثبت اختراع به صاحب ثبت اختراع (که ممکن است مخترع باشد یا نباشد) این حق را می‌دهد که دیگران را از ساخت، استفاده، ارائه برای فروش یا فروش یک اختراع یا وارد کردن آن به حوزه قضایی محروم کند. قوانین و الزامات ثبت اختراع در هر کشور متفاوت است و فرآیند اخذ ثبت اختراع اغلب پرهزینه است.
معنای دیگر اختراع، اختراع فرهنگی است که مجموعه‌ای نوآورانه از رفتارهای اجتماعی مفید است که توسط مردم اتخاذ شده و به دیگران منتقل می‌شود. مؤسسه اختراعات اجتماعی بسیاری از این ایده‌ها را در مجلات و کتاب‌ها گردآوری کرده است. اختراع همچنین جزء مهمی از خلاقیت هنری و طراحی است. اختراعات اغلب مرزهای دانش، تجربه یا توانایی انسان را گسترش می‌دهند.

## حق اختراع

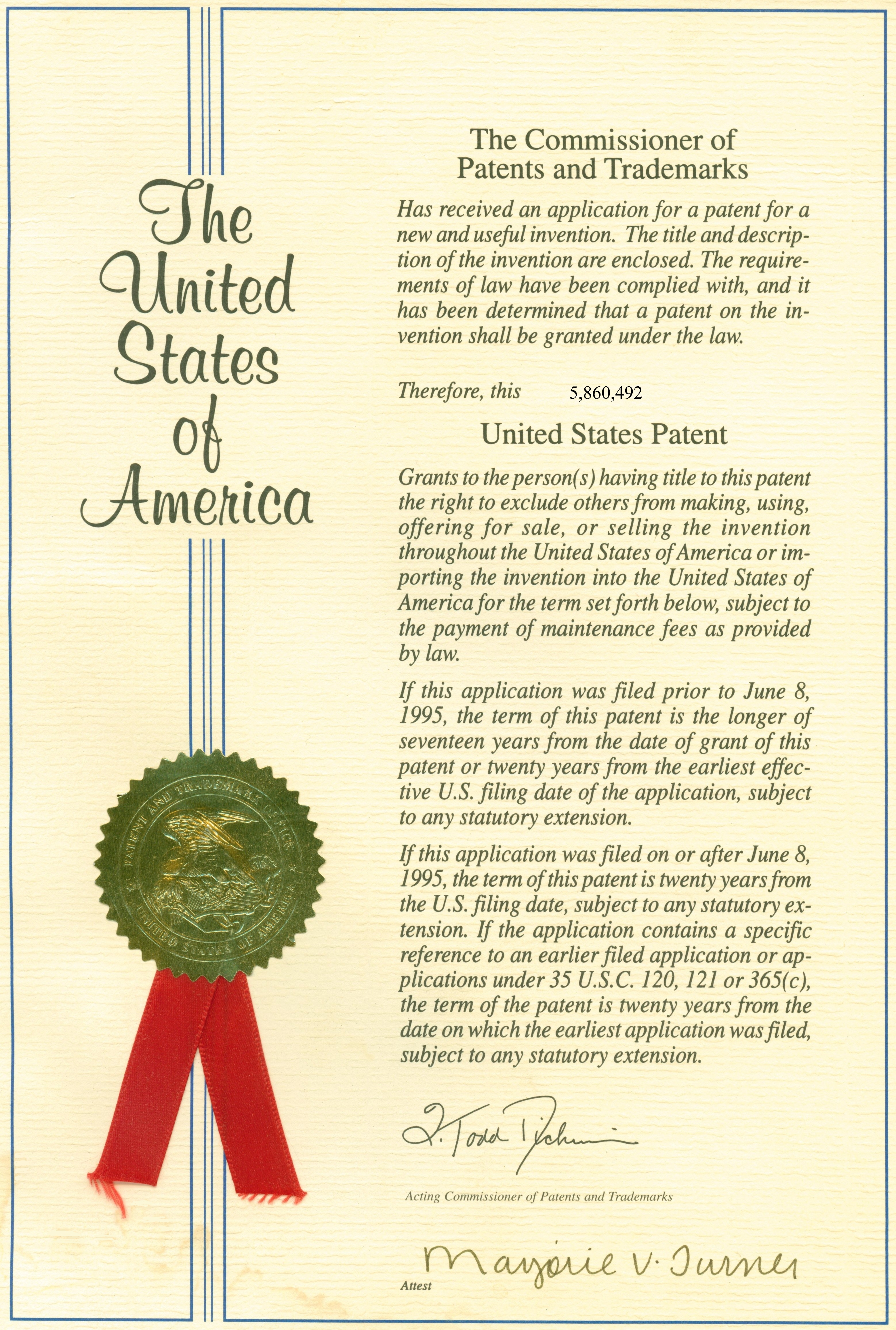
صفحه رویین یک حق اختراع آمریکایی

در صورتی که اختراعی واجد شرایط مندرج در قانون باشد در این صورت از حمایت آن کشور برخوردار شده و حق اختراع (یا پَتِنت) به مخترع اعطا می‌شود. دارندهٔ حق اختراع طبق قانون از حقوقی خاص بهره‌مند می‌گردد.

## ثبت اختراع در ایران
تاکنون قوانینی برای ثبت اختراع و حمایت از آن در ایران به تصویب رسیده‌اند که عبارتند از: قانون ثبت علائم و اختراعات مصوب ۱۳۱۰ و قانون ثبت اختراعات، طرحهای صنعتی و علائم تجاری ۱۳۸۶. در حال حاضر قانون سال ۱۳۱۰ منسوخ شده و قانون سال ۸۶ بر حمایت از اختراعات حاکم است.
ماده ۱ قانون ثبت اختراعات، طرح‌های صنعتی و علائم تجاری مصوب ۱۳۸۶، اختراع را این‌گونه تعریف می‌کند:
اختراع نتیجهٔ فکر کردن فرد یا افراد است که برای اولین بار فرایند یا فراورده ای خاص را ارائه می‌کند و مشکلی را در یک حرفه، فن، فناوری، صنعت و مانند آن حل می‌نماید.

### شرایط اختراع قابل ثبت
طبق قانون ثبت اختراعات، طرح‌های صنعتی و علائم تجاری ۱۳۸۶، اختراع باید دارای شرایط زیر باشد:
- در دنیا جدید باشد.
- دارای گام ابتکاری باشد.
- کاربرد صنعتی داشته باشد.

#### جدید بودن
یکی از شروط اساسی ثبت اختراع، جدید بودن آن است بنابراین در صورتی که اختراعی قبلاً به ثبت رسیده باشد، اختراعی همانند آن یا مشابه آن قابل ثبت نخواهد بود.
جدید بودن یعنی اینکه اختراع در آن صنعت یا فن از قبل موجود نباشد و در جهان جدید باشد. بسیاری به اشتباه فکر می‌کنند که کافی است که اختراع در ایران جدید باشد، در حالیکه قانون سال ۸۶ در بند (ه) مادهٔ ۴ به جدید بودن اختراع در «جهان» اشاره کرده‌است.

#### گام ابتکاری
طبق قانون ایران این ویژگی به معنای این است که اختراع برای دارنده مهارت عادی در فن مذکور معلوم و آشکار نباشد. برای مثال تغییر ویژگی‌های ظاهری یا ترکیب چند اختراع به‌طور ابتدایی که برای یک فرد با دانش و مهارت عادی در آن حرفه امری بدیهی به نظر می‌رسد موجب ایجاد حق برای فردی نخواهد شد.

#### کاربرد صنعتی
کاربرد صنعتی به جنبه علمی و کاربردی محصول یا فرایند اشاره دارد.
طبق مادهٔ ۲ قانون سال ۸۶ُ اختراعی کاربردی محسوب می‌شود که در رشته‌ای از صنعت قابل ساخت یا استفاده باشد. مراد از صنعت، معنای گستردهٔ آن است و شامل مواردی نظیر صنایع دستی، کشاورزی، ماهیگیری و خدمات نیز می‌شود.
مواردی که به عنوان اختراع قابل ثبت نیستند:
- کشفیات با توجه به قانون ۸۶ به عنوان اختراع قابل ثبت نیستند. به نظر می‌رسد علت آن این است که قانونگذار خواسته که انسانها مالک چیزی شوند که خود ایجاد کرده‌اند و نه چیزهایی را مالک شوند که در طبیعت از قبل موجود بوده‌است.
- نظریه‌های علمی و روش‌های ریاضی به عنوان اختراع قابل ثبت نیستند. به نظر می‌رسد علت آن جلوگیری از به انحصار گرفتن علم و دانش است.
- برای حمایت از نرم‌افزارهای رایانه‌ای قانون خاص وجود دارد اما برخی از نرم‌افزارهایی که دارای ویژگی‌های اختراع باشند را می‌توان به عنوان اختراع ثبت کرد.
- منابع ژنتیکی و اجزای ژنتیکی که آن را تشکیل می‌دهد به همراه فرایندهای بیولوژیکی تولید آن را نمی‌توان به ثبت رساند. به نظر می‌رسد دلیلش حساسیت فوق‌العاده این حیطه می‌باشد.
- هر چیزی که مخالف قوانین عمومی و اخلاقی جامعه باشد را نیز نمی‌توان به ثبت رساند. این یکی از واضح‌ترین قوانینی است که کاملاً وجود آن قابل درک است.[۸]

امکان جستجوی اختراعات ثبت شده براساس نام و نام خانوادگی اشخاص از طریق وبگاه سازمان ثبت اسناد کشور میسر می‌باشد.

## نگارخانه

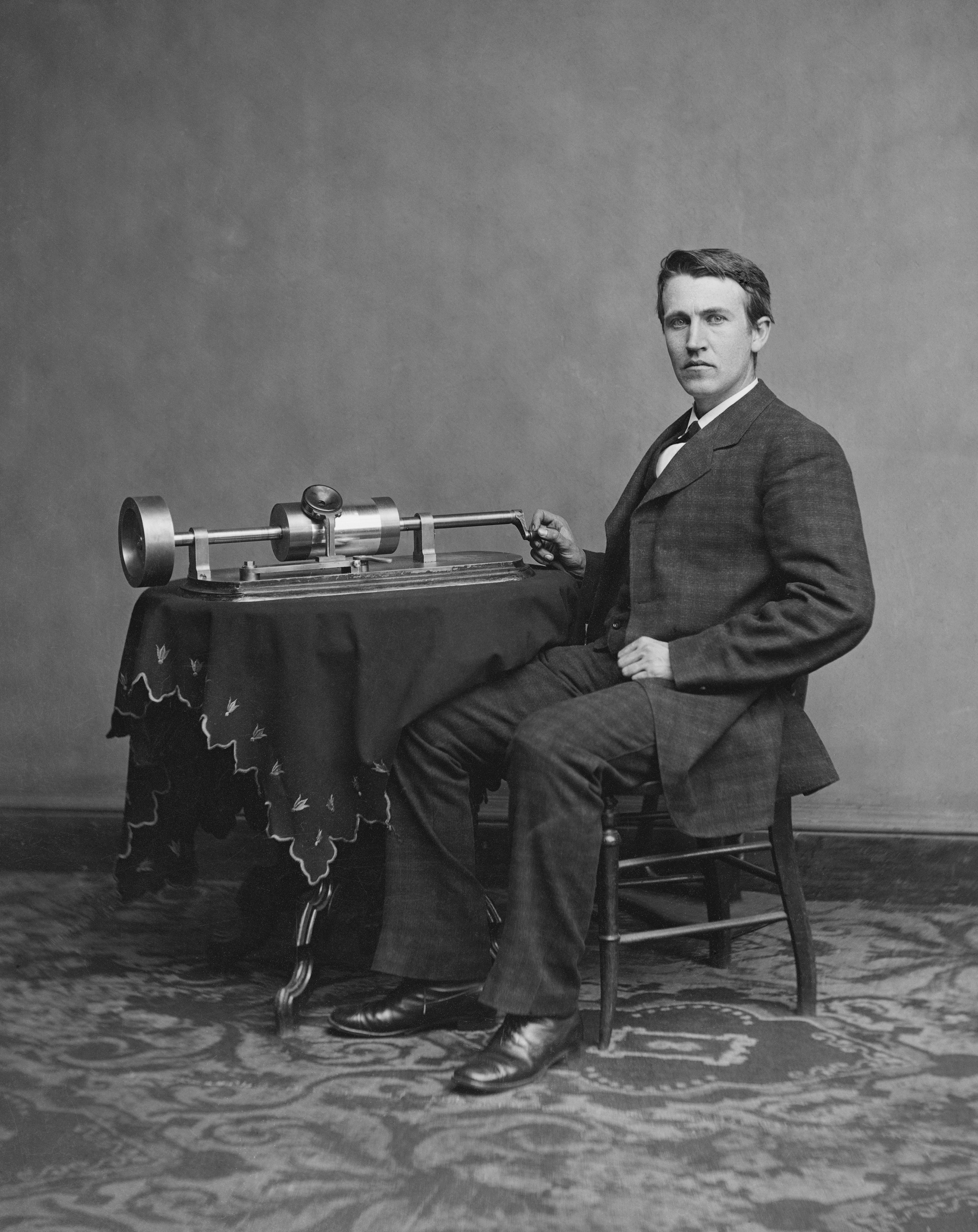
توماس ادیسون، مخترع نامدار آمریکایی، دارای ۱۰۹۳ اختراع ثبت‌شده در آمریکا
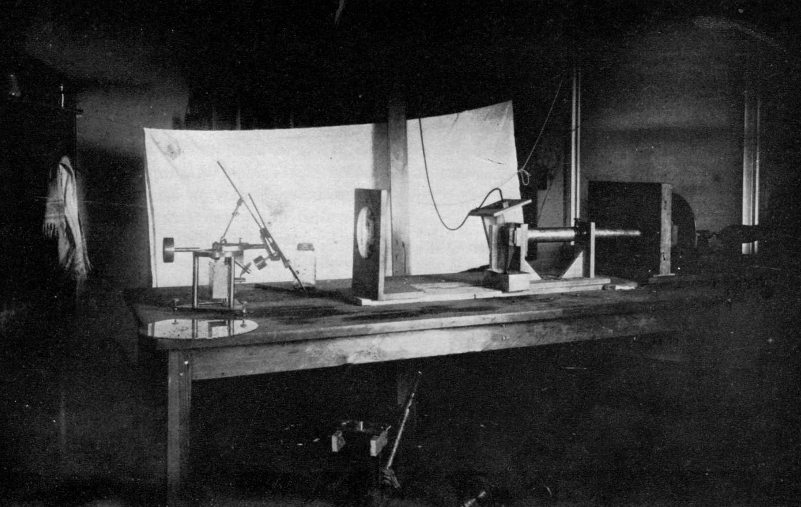
یک عکس نادر از دفتر کار الکساندر گراهام بل در واشینگتن دی سی (سال ۱۸۸۴)، در حال ضبط تجربی الگوهای صدا